# Telecom New Zealand
Die Telecom New Zealand mit Sitz in Auckland und Wellington war mit ca. 8500 Angestellten und einem Umsatz von ca. 2,8 Mrd. Euro (2008) eines der größten Mobilfunk- und Telekommunikationsunternehmen in Neuseeland sowie Australien. Das Unternehmen wurde am 7. August 2014 in Spark New Zealand umbenannt und die Geschäftsfelder neu ausgerichtet.

## Geschichte
Das Unternehmen wurde 1987 gegründet und war unter seiner Firmierung nach Marktkapitalisierung das größte an der New Zealand Exchange geführte Unternehmen. Neben der NZX wurden die Aktien auch an der ASX und der NYSE gehandelt. Die Telecom New Zealand war im All Ordinaries und im NZX 50 Index gelistet. Die Hauptgeschäftsfelder waren Festnetz- und Mobil-Telekommunikation, incl. aller dazugehörigen Serviceleistungen. Die hundertprozentige Tochtergesellschaft Xtra Limited war für das Internetgeschäft zuständig und war der größte Internet Service Provider Neuseelands.
Das Unternehmen gliederte sich von 2008 an operativ in die drei Bereiche:
- Telecom Retail
- Telecom Wholesale
- Chorus (zuständig für das Internetgeschäft)

Der Marktanteil im Mobilfunkgeschäft betrug 1999 knapp 70 % und 2007 nur noch ca. 49 %. Der Rückgang des Mobilfunkgeschäftes war dem Konkurrenten Vodafone geschuldet, der Ende der 1990er Jahre als Vodafone New Zealand in den Markt eintrat.